# Mélasse optique

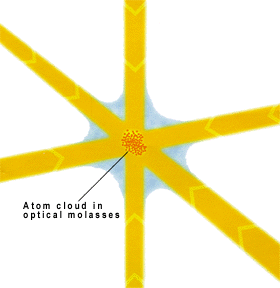
Principe d'une mélasse optique.

Une mélasse optique est une technique de refroidissement d'atomes par laser où on obtient un gaz d'atomes neutres froids, tridimensionnel, dont la force de cohésion est de type visqueux.
La température distingue les mélasses Doppler (obtenues par des techniques de refroidissement Doppler) des mélasses sub-Doppler (plus froides, elles sont obtenues par refroidissement Doppler et sub-Doppler).
Contrairement à des dispositifs de type piège magnéto-optique, l'objectif des mélasses optiques n'est pas de piéger les atomes, mais de les refroidir.

## Historique

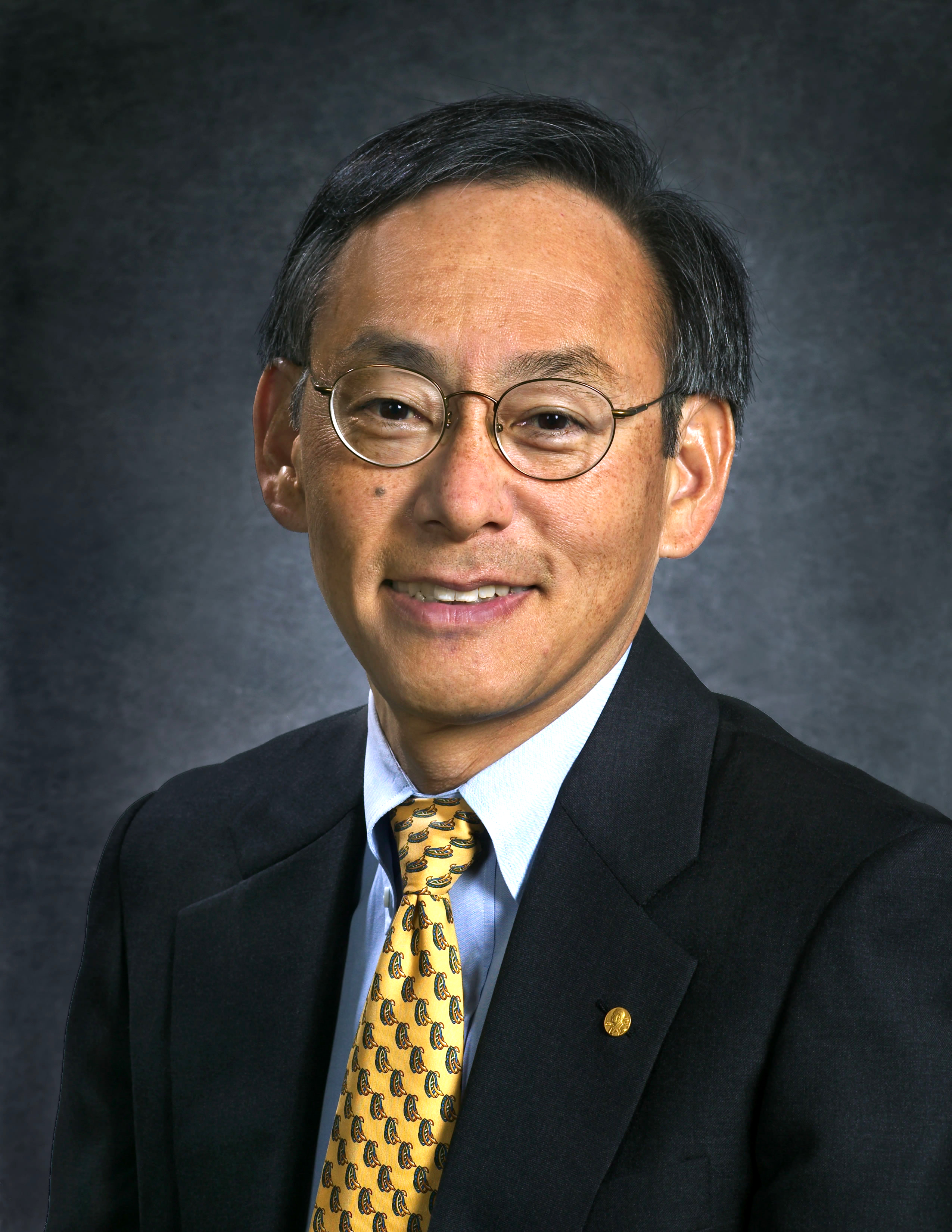
Le Prix Nobel Steven Chu, premier à réaliser une mélasse optique

La réalisation de la première mélasse optique est due à l'équipe de Steven Chu en 1985 . En réalité la mélasse réalisée par l'équipe de Steven Chu est de type sub-Doppler mais l’imprécision de la méthode de mesure de la température utilisée à l'époque et l'absence de théorie de refroidissement ne permettent pas à l'équipe de s'en rendre compte. Le groupe de William D. Phillips au laboratoire Bell réussit en 1988 à obtenir les premières valeurs de températures en dessous de la limite Doppler {\displaystyle T_{D}={\frac {\hbar \Gamma }{2k_{B}}}} avec une méthode de mesure suffisamment précise pour que les incertitudes expérimentales ne soient pas remises en cause. Claude Cohen-Tannoudji explique quelques mois plus tard les mécanismes qui expliquent des températures inférieures à la limite Doppler .
Steven Chu, William D. Phillips et Claude Cohen-Tannoudji ont obtenu en 1997 un prix Nobel pour leurs travaux sur le piégeage des atomes .
La première mesure de la limite de température Doppler pour un gaz tridimensionnel est réalisée en 2014 par le groupe de Physique Atomique du Laboratoire Charles Fabry.

## Théorie
La statistique de Maxwell-Boltzmann relie la vitesse des atomes à leur température. Refroidir des atomes revient donc à les ralentir pour diminuer  leur vitesse moyenne . Ce ralentissement peut-être effectué avec différents mécanismes, en fonction des températures à atteindre.

### Principe du refroidissement Doppler
Le refroidissement Doppler est une technique de refroidissement d'atomes par laser. Elle utilise le décalage en fréquence introduit par l'effet Doppler pour ne cibler que les atomes se propageant dans la direction du laser et en direction du laser. Ceux-ci reçoivent donc un photon d'énergie {\displaystyle h\nu }  qui entraine un recul de l'atome qui permet le ralentissement. L'atome excité réémet un photon dans une direction aléatoire au bout d'un temps de vie {\displaystyle \Gamma }. Cette direction étant aléatoire, on peut considérer au bout d'un très grand nombre d'absorptions/émissions que la vitesse moyenne de l'atome est nulle mais elle n'est pas nulle dans l'absolu.
La température d'équilibre finalement atteinte dépend du nombre de cycles d'absorption/émission effectués par unité de temps : {\displaystyle k_{B}T_{D}={\frac {\hbar \Gamma }{2}}}
Les températures typiques trouvées dépendent des atomes, on trouve {\displaystyle 40\mu K} pour un atome d'hélium et {\displaystyle 180\mu K} pour un atome de rubidium par exemple.

### Principe de refroidissement sub-Doppler
Le refroidissement sub-Doppler désigne l'ensemble des techniques permettant le refroidissement d'une mélasse optique en-dessous de la limite Doppler de température. La première explication des mécanismes sub-Doppler a été publiée par Claude Cohen-Tannoudji et Jean Dalibard en 1989 .
Le refroidissement sub-Doppler recouvre plusieurs techniques dont le principe de base correspond à une modification de la constante de temps de vie de l'atome excité. Ainsi le parcours de l'atome, dû aux réémissions de photons autour de sa position d'équilibre est réduit au minimum. 
Le refroidissement sisyphe est la technique de refroidissement sub-Doppler la plus utilisée.

### Principe de mesure de la température

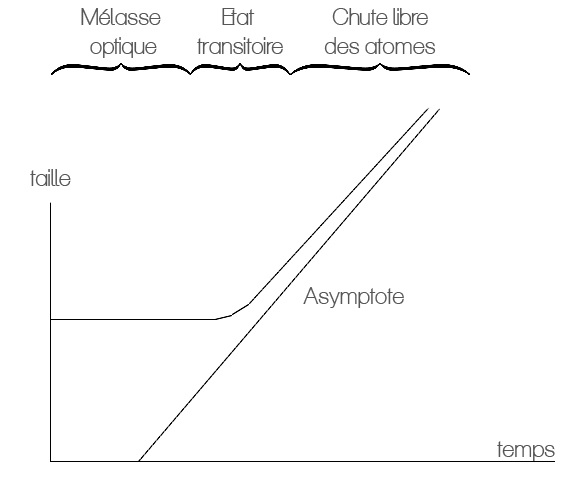
Schéma donnant la taille d'une mélasse optique en fonction du temps selon la mesure de vitesse par chute libre du paquet d'atomes.

Les températures atteintes par les mélasses optiques sont de l'ordre de {\displaystyle 100\mu K}, températures qui ne sont pas mesurables directement par des procédés basés sur des interactions thermodynamiques.
En pratique la mesure de la température des mélasses optiques a posé un problème jusque dans les années 1980, il faut attendre les mesures de Phillips en 1988 pour que les barres d'erreurs permettent de discriminer les mélasses Doppler des mélasses sub-Doppler. 
Aujourd'hui, une des méthodes les plus utilisées consiste à étudier l’expansion d'un paquet d'atomes par agitation thermique au cours d'une chute où ils ne sont soumis qu'à la gravité. En pratique, les lasers servant au refroidissement sont simultanément coupés et la mélasse optique est en chute libre sur une hauteur de l'ordre de {\displaystyle 10^{-3}} à {\displaystyle 10^{-2}} mètre. Au cours de cette chute de quelques millisecondes, on image en permanence le paquet d'atomes pour connaître son diamètre. La variation du diamètre est directement liée à la vitesse des atomes et de là, à leur température.
Bien que simple en théorie, ce procédé n'est pas aisé à implémenter notamment parce qu'il requiert un système d'imagerie spécifiquement adapté.

## Mise en place expérimentale

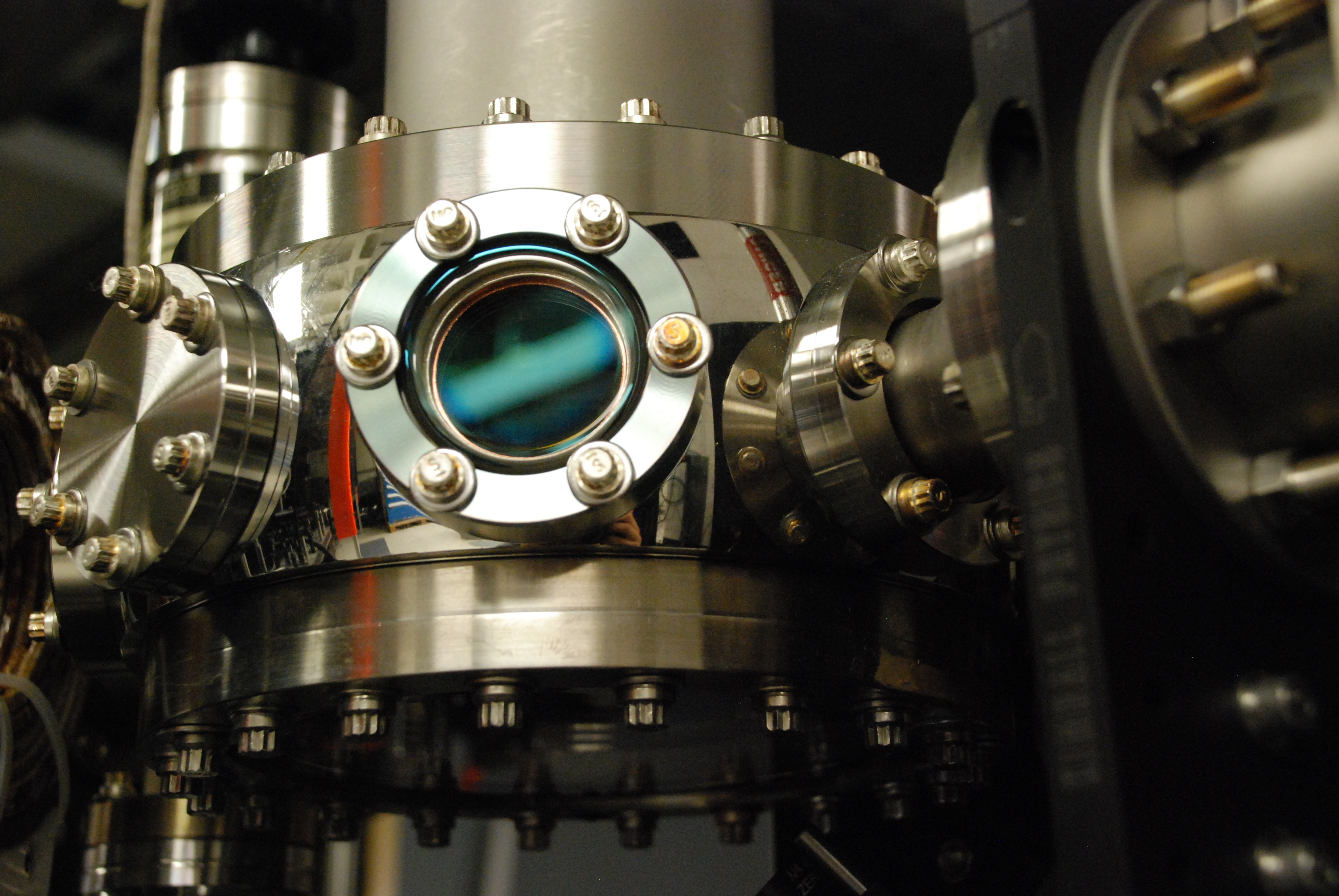
Chambre à vide

Lors des premières tentatives expérimentales afin de réaliser des mélasses optiques, le principal problème envisagé par les scientifiques était l'instabilité des faisceaux lasers. En pratique cette difficulté n'a pas posé problème lors des expériences parce que les mécanismes mis en jeu étaient ceux de mélasses sub-doppler et non pas Doppler.

## Applications
Même si les mélasses optiques sont utilisées en recherche dans le but de mettre en place des manipulations plus complexes, elles ne font plus l'objet de recherche pour elles-mêmes.
Les principales applications à portée industrielle concernent :
- l'interférométrie par atomes
- les gyromètres à atomes
- les horloges atomiques